# Hoffmanns äventyr (film)
Hoffmanns äventyr (engelska: The Tales of Hoffmann) är en brittisk operettfilm från 1951 i regi av Michael Powell och Emeric Pressburger. Den bygger på operan Hoffmanns äventyr av Jacques Offenbach, som i sin tur bygger på tre berättelser av E.T.A. Hoffmann. Filmen tilldelades Silverbjörnen för bästa musikfilm vid Filmfestivalen i Berlin 1951 och nominerades till två Oscars.

## Rollista i urval
- Moira Shearer som Stella / Olympia
- Ann Ayars som Antonia
- Ludmilla Tchérina som Giulietta
- Robert Rounseville som Hoffmann
- Robert Helpmann som Lindorf / Coppelius / Dapertutto / Dr Miracle
- Pamela Brown som Nicklaus
- Léonide Massine som Spalanzani / Schlemil / Franz
- Frederick Ashton som Kleinsach / Cochenille
- Mogens Wieth som Crespel
- Lionel Harris som Pitichinaccio
- Philip Leaver som Andreas (prolog och epilog)
- Meinhardt Maur som Luther
- John Ford som Nathaniel (prolog och epilog)
- Richard Golding som Hermann (prolog och epilog)